# Daniel Negreanu
Daniel Negreanu (* 26. Juli 1974 in Toronto, Ontario) ist ein professioneller kanadischer Pokerspieler.
Negreanu ist einer der populärsten und besten Pokerspieler der Welt. Er ist siebenfacher Braceletgewinner der World Series of Poker, zweifacher Titelträger der World Poker Tour und gewann 2022 den Super High Roller Bowl. Mit knapp 52 Millionen US-Dollar an Turnierpreisgeldern ist er der sechsterfolgreichste Pokerspieler weltweit sowie der erfolgreichste kanadische Pokerspieler. Negreanu wurde als einziger Spieler zweimal als Spieler des Jahres der World Series of Poker geehrt, bei der er so viele Geldplatzierungen erzielte wie kein anderer. Darüber hinaus wurde er einmal als Spieler des Jahres der World Poker Tour sowie zweimal vom Card Player Magazine als Spieler des Jahres ausgezeichnet und erhielt 2014 und 2015 jeweils einen American Poker Award. Der Kanadier stand ab Ende Oktober 2013 erstmals für 10 Wochen in Serie an der Spitze der Pokerweltrangliste. Insgesamt hatte er diese Position 19 Wochen inne, zuletzt im April 2014. Negreanu ist seit 2014 Mitglied der Poker Hall of Fame und wurde 2019 als einer der 50 besten Spieler der Pokergeschichte genannt.

## Persönliches
Negreanus Eltern wanderten 1967 von Rumänien nach Kanada aus. Gemeinsam mit einem älteren Bruder wuchs er im Nordosten Torontos auf und besuchte die Pineway Public School sowie die A. Y. Jackson Secondary School. Der Kanadier strebte eine Karriere als professioneller Snookerspieler an, ehe er im Alter von 15 Jahren das Pokerspielen lernte. Kurz vor seinem Abschluss an der High School brach er diese ab und beteiligte sich Anfang der 1990er-Jahre in und um Toronto an legalen und illegalen Glücksspielen. Während dieser Zeit lernte Negreanu Evelyn Ng kennen, die später ebenfalls professionelle Pokerspielerin wurde und mit der er einige Zeit liiert war. Negreanu war von August 2005 bis November 2007 mit Lori Lin Weber verheiratet und lebte mit ihr in Las Vegas. Im Mai 2019 heiratete er die Schauspielerin Amanda Leatherman.
Der Kanadier trägt gerne Eishockeyshirts und ist Fan der Toronto Maple Leafs. Seit einer Wette mit Erick Lindgren lebt er vegan. In den Jahren 2007 und 2008 veröffentlichte Negreanu mit Hold’em Wisdom for all Players, Power Hold’em Strategy und More Hold’em Wisdom for all Players insgesamt drei Sachbücher zu Pokerstrategien. Er war bereits mehrfach bei Spielfilmen in Statistenrollen zu sehen, so beispielsweise 2007 in den Pokerfilmen Glück im Spiel und The Grand. 2009 hatte er einen Cameo-Auftritt als Pokergegner des Mutanten Gambit im X-Men-Film X-Men Origins: Wolverine. Ebenfalls 2009 war Negreanu im Musikvideo zu Katy Perrys Single Waking Up in Vegas zu sehen. Eine 2015 von PokerStars veröffentlichte 89-minütige Dokumentation über das Leben des Kanadiers ist seit Anfang Juni 2016 in bestimmten englischsprachigen Ländern auch auf dem Streamingdienst Netflix verfügbar. Negreanu vertreibt unter dem Namen Masterclass einen Poker-Onlinekurs, in dem er den Teilnehmern in 38 Lektionen seine Erfahrung und sein Wissen schildert.

## Pokerkarriere

### Turnierpoker

#### 1996–2003: Gewinn seiner ersten beiden Bracelets
Negreanu ging 1996 in die Vereinigten Staaten nach Las Vegas, Nevada, um sich seinen Traum zu erfüllen, ein professioneller Pokerspieler zu werden. Nach Verlusten in „Sin City“ kehrte er immer wieder nach Toronto zurück, um Geld anzusparen und dieses dann wieder in Vegas zu verspielen. Seine ersten Turnierpreisgelder gewann er ab Juli 1997 bei kleineren Events in Las Vegas, Los Angeles und dem im Bundesstaat Connecticut gelegenen Mashantucket. In letzterer Stadt gewann er im Dezember 1997 zwei Turniere der World Poker Finals in der Variante Limit Hold’em und sicherte sich über 50.000 US-Dollar. Ende April 1998 war er erstmals bei der World Series of Poker (WSOP) im Binion’s Horseshoe in Las Vegas erfolgreich und gewann ein Turnier in Pot Limit Hold’em. Dafür setzte sich Negreanu gegen 228 andere Spieler durch und erhielt eine Siegprämie von rund 170.000 US-Dollar sowie als bis dahin jüngster Spieler ein Bracelet. Mitte Dezember 1999 siegte er bei der United States Poker Championship in Atlantic City, New Jersey, mit einem Hauptpreis von 210.000 US-Dollar. Bei der WSOP 2001 belegte er im Main Event den mit knapp 65.000 US-Dollar dotierten elften Platz. Zwei Jahre später gewann er in der gemischten Variante S.H.O.E. bei der WSOP 2003 sein zweites Bracelet und sicherte sich eine Siegprämie von rund 100.000 US-Dollar. Eine Woche später erreichte er bei einem weiteren Event das finale Heads-Up, musste sich dort jedoch Phil Hellmuth geschlagen geben und erhielt für den zweiten Platz ein Preisgeld von mehr als 210.000 US-Dollar.
Insgesamt lagen Negreanus Turniergewinne bis Jahresende 2003 bei über 2 Millionen US-Dollar. Aufgrund seiner Erfolge im jungen Alter erhielt er den Spitznamen „Kid Poker“.

#### 2004: Erstmals WSOP Player of the Year und zwei WPT-Titel
Ende Januar 2004 saß Negreanu beim Main Event der ersten Austragung des PokerStars Caribbean Adventures (PCA) auf den Bahamas am Finaltisch und beendete das Turnier als Dritter für knapp 200.000 US-Dollar. Beim auf einem Kreuzfahrtschiff gespielten Main Event der World Poker Tour (WPT) belegte er Mitte März 2004 den zweiten Platz und erhielt rund 675.000 US-Dollar. Bei der WSOP 2004 gewann der Kanadier bei einem Turnier in Limit Hold’em sein drittes Bracelet. Insgesamt kam er bei der Turnierserie sechsmal in die Geldränge und erzielte fünf einstellige Platzierungen, was ihm Preisgelder von knapp 350.000 US-Dollar einbrachte. Aufgrund dieser Leistung erhielt er den erstmals vergebenen WSOP Player of the Year Award. Anfang Juni 2004 gewann Negreanu im Plaza Hotel & Casino in Las Vegas die Championship Poker at the Plaza mit einer Siegprämie von 310.000 US-Dollar. Im September 2004 setzte er sich beim WPT-Main-Event in Atlantic City durch und erhielt den Hauptpreis von mehr als 1,1 Millionen US-Dollar. Drei Monate später gewann Negreanu im Hotel Bellagio am Las Vegas Strip seinen zweiten WPT-Titel, wodurch er sich ein Preisgeld von knapp 1,8 Millionen US-Dollar sicherte. Am Jahresende wurde er vom Card Player Magazine als Spieler des Jahres ausgezeichnet.
Im Kalenderjahr 2004 erspielte er sich insgesamt Preisgelder von knapp 4,5 Millionen US-Dollar, womit Negreanu seine gesamten Turniergewinne auf über 6,5 Millionen US-Dollar schraubte.

#### 2005–2008: WPT Player of the Year und viertes Bracelet

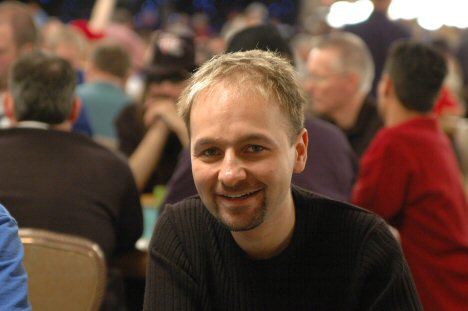
Negreanu bei der WSOP 2005

Ende Januar 2005 erreichte Negreanu beim Main Event der WPT in Tunica, Mississippi, den Finaltisch und belegte den mit knapp 400.000 US-Dollar dotierten dritten Platz. Am Ende der WPT-Saison 2004/05 wurde er aufgrund seiner Leistungen in dieser Spielzeit mit dem WPT Player of the Year Award ausgezeichnet. Die Rechte an einem 2003 von Negreanu gegründeten Onlinepokerraum namens Full Contact Poker verkaufte er 2005 an Big Stack Enterprises, um sich gleichzeitig als Exklusivspieler im virtuellen Kartenraum anzubieten. Ende Januar 2006 gewann er das Main Event des WSOP-Circuits in Robinsonville, Mississippi, und erhielt eine Siegprämie von über 750.000 US-Dollar. Das Tournament of Champions Ende Juni 2006 im Rio All-Suite Hotel and Casino am Las Vegas Strip beendete er hinter Mike Sexton als Zweiter für 325.000 US-Dollar. Mitte Dezember 2006 erreichte der Kanadier beim WPT-Main-Event im Hotel Bellagio den Finaltisch und wurde Dritter, was mit 592.000 US-Dollar bezahlt wurde. Auch im Januar 2007 saß er beim Main Event der WPT in Tunica am Finaltisch und wurde Zweiter für mehr als 500.000 US-Dollar Preisgeld. Im Juni 2007 übernahm PokerStars den Konkurrenten Full Contact Poker und Negreanu wurde unter dem Nickname KidPoker bis 2019 deren Werbeträger und Mitglied im Team PokerStars. Bei der WSOP 2007 erreichte er in der Variante Seven Card Stud sowie bei einem Shootout-Event in No Limit Hold’em je einen Finaltisch. Im Jahr darauf sicherte sich der Kanadier mit dem Sieg bei einem Turnier der WSOP 2008 in Limit Hold’em sein viertes Bracelet sowie den Hauptpreis von mehr als 200.000 US-Dollar. Im September 2008 belegte er beim Main Event der in London ausgespielten World Series of Poker Europe (WSOPE) den mit knapp 220.000 Pfund Sterling dotierten fünften Platz, was zu diesem Zeitpunkt umgerechnet rund 400.000 US-Dollar entsprach. In Richmond, British Columbia, setzte sich der Kanadier Ende November 2008 bei einem Turnier der British Columbia Poker Championships mit einem Hauptpreis von über 370.000 Kanadischen Dollar durch.
Zum Jahresende 2008 lag die Summe von Negreanus gewonnenen Live-Turnierpreisgelder bei mehr als 11 Millionen US-Dollar.

#### 2009–2013: Zwei weitere Bracelets und erneut WSOP Player of the Year

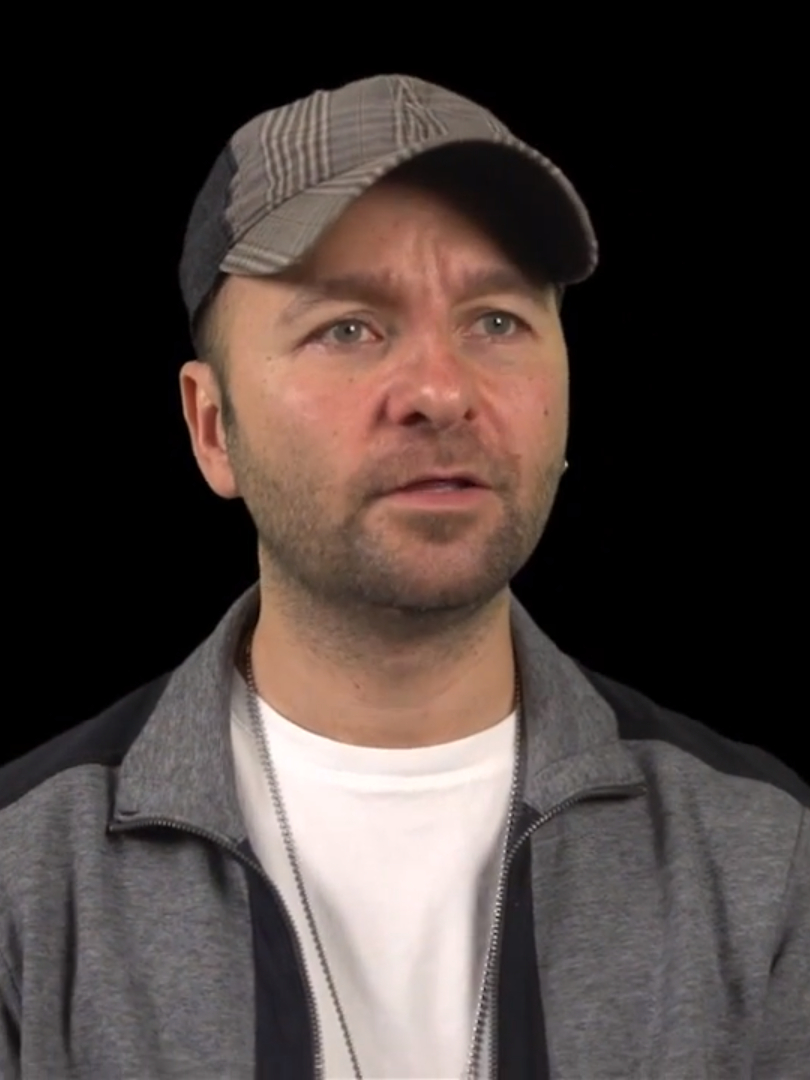
Negreanu in einem Interview (2013)

Bei der WSOP 2009 erzielte der Kanadier acht Geldplatzierungen und erreichte dabei zwei Finaltische. Bei der WSOP Europe in London gelangte er Ende September 2009, wie schon im Vorjahr, an den Finaltisch des Main Events und musste sich dort nur Barry Shulman geschlagen geben, der Negreanu auf den mit knapp 500.000 Pfund dotierten zweiten Rang verwies. Ende Oktober 2010 wurde er beim Main Event der European Poker Tour (EPT) in Wien Vierter und erhielt ein Preisgeld von 175.000 Euro. Im Januar 2011 belegte Negreanu beim PCA Super High Roller den zweiten Platz, der mit einer Million US-Dollar vergütet wurde. Beim Super High Roller des Five Star World Poker Classic im Hotel Bellagio wurde er im Mai 2011 Dritter und erhielt knapp 450.000 US-Dollar. Im April 2012 spielte Negreanu bei der EPT in Monte-Carlo und belegte beim Super High Roller den sechsten sowie beim High Roller den zweiten Platz, was ihm Preisgelder von über 900.000 Euro einbrachte. Im April 2013 gewann er das Main Event der erstmals ausgetragenen World Series of Poker Asia Pacific im Crown Casino in Melbourne. Dafür setzte er sich gegen 404 andere Spieler durch und sicherte sich ein Preisgeld von über einer Million Australischen Dollar sowie sein fünftes Bracelet. Im Monat darauf erreichte er bei der EPT Monte-Carlo den Finaltisch des Main Events und belegte den mit 321.000 Euro dotierten vierten Platz. Ende Mai 2013 gewann der Kanadier auf PokerStars ein Turnier der Spring Championship of Online Poker mit einem Hauptpreis von rund 216.000 US-Dollar. Bei der WSOP-Hauptturnierserie erzielte er im Juni und Juli 2013 sechs Geldplatzierungen. Anfang September 2013 wurde er beim EPT High Roller in Barcelona Zweiter und erhielt 263.800 Euro. Bei der im französischen Enghien-les-Bains ausgespielten WSOP Europe gewann Negreanu im Oktober 2013 das High-Roller-Event, was ihm neben seinem sechsten Bracelet ein Preisgeld von 725.000 Euro zugestand. Anschließend wurde er zum zweiten Mal als Spieler des Jahres der WSOP ausgezeichnet, womit er der bis heute einzige Spieler ist, der den Titel mehrfach erhielt. Nach diesen Erfolgen übernahm der Kanadier zum 30. Oktober 2013 erstmals die Führung der Pokerweltrangliste, die er für 10 Wochen hielt. Am Jahresende erhielt er vom Card Player Magazine erneut die Auszeichnung als Spieler des Jahres.
Seine bei Live-Turnieren erspielten Preisgelder lagen Ende 2013 bei über 19,5 Millionen US-Dollar. Eine zum Jahreswechsel 2013/14 vom Global Poker Index vorgenommene Auswertung ergab, dass der Kanadier der erfolgreichste Turnierpokerspieler der vergangenen 10 Jahre war.

#### 2014–2015: Sprung auf Platz 1 der Geldrangliste
Im Februar 2014 wurde Negreanu bei der Aussie Millions Poker Championship in Melbourne Sechster bei der A$100.000 Challenge und Vierter bei der A$250.000 Challenge, was ihm Preisgelder von 1,8 Millionen Australischen Dollar einbrachte. Anschließend war er bis April des Jahres erneut für weitere 9 Wochen auf dem ersten Platz des Global Poker Index gelistet. Bei der WSOP 2014 erzielte er insgesamt neun Geldplatzierungen. Beim teuersten Event auf dem Turnierplan, dem Big One for One Drop mit einem Buy-in von einer Million US-Dollar, belegte er hinter Daniel Colman den zweiten Platz. Dafür erhielt Negreanu ein Preisgeld von knapp 8,3 Millionen US-Dollar, das ihn mit Turniergewinnen von nun knapp 30 Millionen US-Dollar auf Platz eins der All Time Money List springen ließ, die er anschließend bis Juli 2018 anführte. Im November 2014 wurde der Kanadier in die Poker Hall of Fame aufgenommen. Im Februar 2015 wurde er bei den American Poker Awards in Beverly Hills, Kalifornien, als Poker’s Best Ambassador des Jahres 2014 ausgezeichnet. Ende Mai 2015 gewann er die zweite Saison des von seinem Sponsor PokerStars ausgespielten Fernsehformats Shark Cage und erhielt dafür knapp eine Million US-Dollar. Bei der WSOP 2015 wurde er bei der Seven Card Stud Hi-Low Split-8 or Better Championship Dritter. Zudem erreichte Negreanu im Main Event den siebten Turniertag und schied dort auf dem mit knapp 530.000 US-Dollar dotierten elften Platz aus. Diese Leistung wurde als Pokermoment des Jahres 2015 mit einem American Poker Award ausgezeichnet. Ein von Joe Giron unmittelbar nach seinem Ausscheiden geschossenes Foto von Negreanu erhielt darüber hinaus die Auszeichnung als Poker Media Content of the Year. Im Dezember 2015 wurde er beim Alpha8-Event der WPT im Hotel Bellagio Dritter und erhielt rund 640.000 US-Dollar.
Bis Jahresende 2015 erspielte sich Negreanu Live-Turnierpreisgelder von über 32 Millionen US-Dollar, so viel wie kein anderer Spieler zu diesem Zeitpunkt.

#### 2016–2019: Hochdotierte Turnierergebnisse

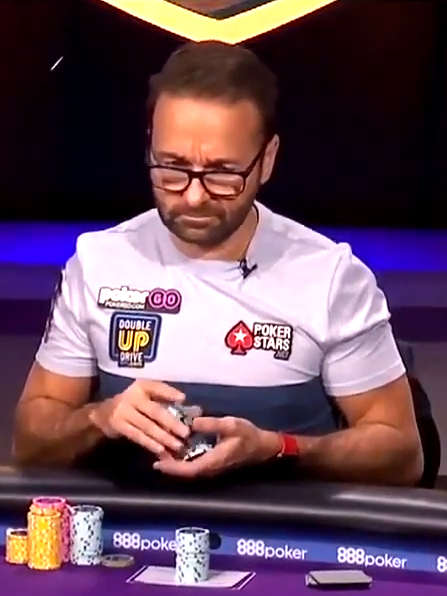
Negreanu beim Super High Roller Bowl V (2018)

Bei der WSOP 2016 erreichte Negreanu neunmal die Geldränge. Ende September 2016 sicherte er sich bei der auf PokerStars ausgespielten World Championship of Online Poker einen Titel in der gemischten Variante H.O.R.S.E. und erhielt über 60.000 US-Dollar. Mitte Januar 2017 wurde er beim High Roller der PokerStars Championship auf den Bahamas Fünfter für knapp 270.000 US-Dollar. Während der WSOP 2017 saß der Kanadier an vier Finaltischen und erspielte sich Preisgelder von rund 700.000 US-Dollar. Anfang Dezember 2017 belegte er beim Super High Roller des Five Diamond World Poker Classic im Hotel Bellagio den zweiten Rang und erhielt 936.000 US-Dollar. Beim PCA im Januar 2018 gelangte Negreanu an den Finaltisch des Super-High-Roller-Events, das er als Vierter für mehr als 520.000 US-Dollar Preisgeld beendete. Ende Mai 2018 wurde er beim Super High Roller Bowl im Aria Resort & Casino am Las Vegas Strip nach verlorenem Heads-Up gegen Justin Bonomo Zweiter und erhielt ein Preisgeld von 3 Millionen US-Dollar. Während der WSOP 2019, der 50. Austragung der Pokerweltmeisterschaft, wurde der Kanadier im Juni 2019 als einer der 50 besten Spieler der Pokergeschichte genannt. Bei der Turnierserie belegte Negreanu beim 100.000 US-Dollar teuren High-Roller-Event den zweiten Platz und sicherte sich mehr als 1,7 Millionen US-Dollar. Bei der Turnierserie sowie bei der im King’s Resort im tschechischen Rozvadov ausgespielten WSOP Europe erzielte er insgesamt 24 Geldplatzierungen und erreichte 5 Finaltische. Nach Ende der WSOPE wurde er zunächst zum dritten Mal als Spieler des Jahres der WSOP ernannt. Wenige Tage später räumten die Veranstalter einen Datenfehler ein, ohne den der Australier Robert Campbell zum WSOP Player of the Year wurde. Seit November 2019 ist Negreanu Werbeträger der Plattform GGPoker, bei der er unter seinem echten Namen spielt.
Insgesamt lagen Negreanus Turniergewinne bis Jahresende 2019 bei rund 42 Millionen US-Dollar.

#### Seit 2020: PokerGO Cup Championship und Sieg beim Super High Roller Bowl

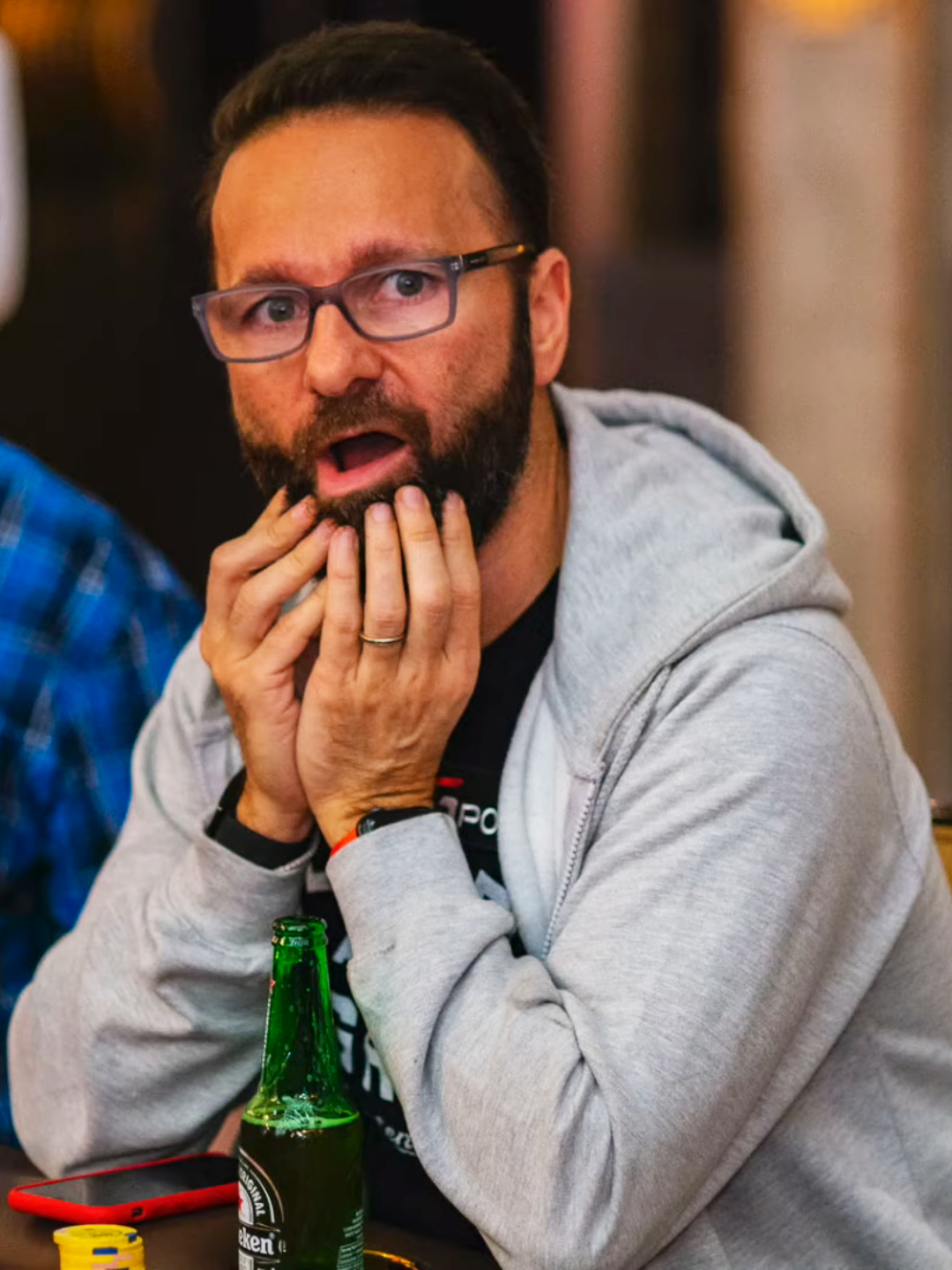
Negreanu bei der WPT im Venetian Resort Hotel (2021)

Aufgrund der COVID-19-Pandemie wurde 2020 statt der Hauptturnierserie am Las Vegas Strip erstmals die World Series of Poker Online ausgetragen. Negreanu spielte zunächst alle Events auf WSOP.com von seinem Wohnsitz in Las Vegas aus und erzielte 15 Geldplatzierungen. Anschließend verlegte er seinen Standort nach Mexiko, um an den weiteren Turnieren auf GGPoker teilnehmen zu können. Dort erreichte er 19 weitere Geldplatzierungen, womit er den Rekord der meisten WSOP-Geldplatzierungen von Phil Hellmuth übernahm. Unter dem Namen „High Stakes Feud“ lieferte sich der Kanadier von November 2020 bis Februar 2021 eine Heads-Up-Challenge mit dem US-amerikanischen Pokerspieler Doug Polk. Die beiden spielten gegeneinander 25.000 Hände No Limit Hold’em mit den Blinds 200/400 US-Dollar. Nachdem die ersten 200 Hände am 4. November 2020 live im Aria Resort & Casino gespielt worden waren, wurde anschließend viermal die Woche auf der Online-Plattform WSOP.com gespielt. Negreanu verlor die Challenge mit einem Minus von 1,2 Millionen US-Dollar. Als aufgrund sinkender Coronazahlen Livepoker ins Aria Resort & Casino zurückkehrte, platzierte sich der Kanadier im Juni 2021 dort mehrfach bei den US Poker Open in den Geldrängen. Ebenfalls dort gewann er am 13. Juli 2021 das siebte Event des PokerGO Cup und damit erstmals seit 2013 wieder ein Live-Turnier. Der Erfolg brachte dem Kanadier eine Siegprämie von 700.000 US-Dollar ein und machte ihn aufgrund drei weiterer Geldplatzierungen zum erfolgreichsten Spieler der Serie, wofür er eine zusätzliche Prämie von 50.000 US-Dollar erhielt. Auch bei den Poker Masters erzielte er Mitte September 2021 im Aria einen Turniersieg und entschied das fünfte Event mit einem Hauptpreis von knapp 180.000 US-Dollar für sich. Bei der von September bis November 2021 ausgespielten WSOP 2021 kam der Kanadier 18-mal auf die bezahlten Plätze und wurde Dritter beim Ranking des Player of the Year. Seine höchsten Preisgelder von zusammen knapp 1,2 Millionen US-Dollar erhielt er dabei für den jeweils dritten Platz bei den 50.000 US-Dollar teuren Events in Pot Limit Omaha und No Limit Hold’em. Im Februar 2022 setzte sich Negreanu beim sechsten Event des PokerGO Cup im Aria Resort & Casino durch und sicherte sich 350.000 US-Dollar. Auch im Wynn Las Vegas gewann er Anfang März 2022 ein High-Roller-Event, welches ihm eine Siegprämie von 216.000 US-Dollar einbrachte. Im Oktober 2022 setzte sich der Kanadier im Aria beim 300.000 US-Dollar teuren Super High Roller Bowl VII gegen ein 24-köpfiges Teilnehmerfeld durch und erhielt seine bislang höchste Siegprämie von mehr als 3,3 Millionen US-Dollar. Anfang des Jahres 2023 durchbrach er mit drei Geldplatzierungen beim PokerGO Cup als dritter Spieler die Marke von 50 Millionen US-Dollar an kumulierten Turnierpreisgeldern.

#### Preisgeldübersicht
Negreanu durchbrach Mitte des Jahres 2008 die Marke von 10 Millionen US-Dollar an kumulierten Turnierpreisgeldern. Von Juli 2014 bis Juli 2018 war er der nach Turnierpreisgeldern erfolgreichste Pokerspieler, mittlerweile rangiert er auf dem sechsten Platz. Darüber hinaus ist Negreanu seit Jahren der erfolgreichste kanadische Pokerspieler. In der Hendon Mob Poker Database, die weltweite Turnierergebnisse aller Pokerspieler erfasst, wurde sein Profil als einziges mehr als eine Million Mal abgerufen.
| Jahr   | Preisgeld (in $) | Turniersiege |
| ------ | ---------------- | ------------ |
| 1997   | 75.594           | 3            |
| 1998   | 279.066          | 4            |
| 1999   | 359.947          | 4            |
| 2000   | 10.075           | 0            |
| 2001   | 320.433          | 4            |
| 2002   | 530.798          | 8            |
| 2003   | 532.939          | 2            |
| 2004   | 4.465.907        | 4            |
| 2005   | 532.312          | 0            |
| 2006   | 1.939.965        | 3            |
| 2007   | 858.979          | 1            |
| 2008   | 1.301.853        | 2            |
| 2009   | 1.224.895        | 0            |
| 2010   | 683.824          | 3            |
| 2011   | 1.534.367        | 0            |
| 2012   | 1.690.019        | 0            |
| 2013   | 3.208.630        | 2            |
| 2014   | 10.284.118       | 0            |
| 2015   | 2.482.489        | 1            |
| 2016   | 302.452          | 0            |
| 2017   | 2.700.645        | 0            |
| 2018   | 4.510.383        | 0            |
| 2019   | 2.223.111        | 0            |
| 2020   | 0                | 0            |
| 2021   | 3.122.121        | 2            |
| 2022   | 4.749.574        | 3            |
| 2023   | 1.708.503        | 2            |
| 2024   | 218.400          | 1            |
| gesamt | 51.851.399       | 49           |

#### Braceletübersicht

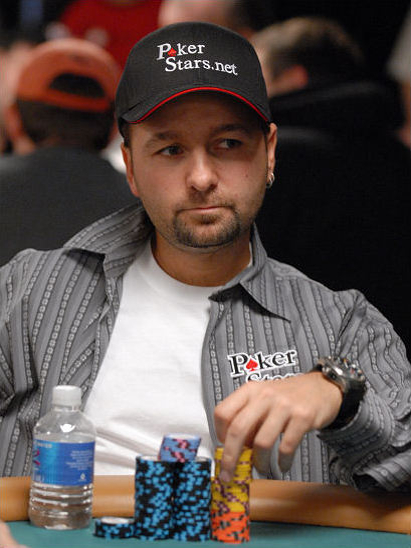
Negreanu bei der WSOP 2007

Negreanu kam bei der WSOP 248-mal ins Geld, so oft wie kein anderer Spieler. Er gewann sieben Bracelets:
| Jahr   | Buy-in    | Turnier                         | Teilnehmer | Preisgeld      |
| ------ | --------- | ------------------------------- | ---------- | -------------- |
| 1998 E | 02.000 $A | Pot Limit Hold’em               | 229        | 0.169.460 $A   |
| 2003 E | 02.000 $A | Limit S.H.O.E                   | 135        | 0.100.440 $A   |
| 2004 E | 02.000 $A | Limit Hold’em                   | 287        | 0.169.100 $A   |
| 2008 E | 02.000 $A | Limit Hold’em                   | 479        | 0.204.874 $A   |
| 2013 A | 10.000 A$ | No-Limit Hold’em Main Event     | 405        | 1.038.825 A$   |
| 2013 E | 25.600 €A | No-Limit Hold’em High Roller    | 080        | 0.725.000 €A   |
| 2024   | 50.000 $A | The Poker Player’s Championship | 089        | 0.1.178.703 $A |

### High Stakes Poker
Negreanu ist einer von vier Spielern, die von 2006 bis 2011 in den ersten sieben Staffeln des US-amerikanischen Pokerformats High Stakes Poker auftraten, bei dem Cash Game gespielt wird. Er verpasste in dieser Zeit als einziger Spieler keine Episode. Am Ende der vierten Staffel war er auch der Teilnehmer mit der längsten Gesamtspielzeit am Tisch. Bei der seit Februar 2022 auf PokerGO ausgestrahlten neunten Staffel ist Negreanu wieder vertreten.
In der zweiten Staffel wurde er mit Gus Hansen in eine spektakuläre Hand verwickelt, bei der Negreanu mit 6♠ 6♥ auf 5♦ 5♣ stieß. Mit den Gemeinschaftskarten 9♣ 6♦ 5♥ 5♠ 8♠ war sein Full House dem Vierling Hansens unterlegen. Infolgedessen verlor er den Pot in Höhe von mehr als 575.700 US-Dollar. Dieser Pot war bis Ende der dritten Staffel der höchste der Serie. Negreanu wurde durch diese Hand viel Sympathie der Pokerfans entgegengebracht, da er trotz des hohen Verlustes die Fassung behielt.

### Spielweise
Negreanus Pokerstil wird als „abwechslungsreich“ und „solide“ beschrieben. Er spielt für gewöhnlich „tight aggressive“, was bedeutet, dass er wenige Hände spielt, diese aber häufig setzt und erhöht, um Druck auf seine Gegner auszuüben. Seine Stärke liegt vor allem darin, die Hände seiner Gegner sehr gut einschätzen zu können. Durch diesen Instinkt ist er oftmals in der Lage, auch mit schwachen Händen den Pot zu gewinnen, indem er mit einem Call den Bluff seines Gegners enttarnt oder durch ein Raise die nicht so starke Hand des Gegners zum Aufgeben bewegt. Videos, die die besten „Reads“ des Kanadiers zeigen, wurden auf YouTube millionenfach abgerufen. Die Pokerlegende Doyle Brunson gab 2021 in einem Tweet an, dass Negreanu der einzige Spieler sei, der ihn jemals dazu veranlasst habe, seine eigene Spielweise zu ändern.

### Auszeichnungen (Auswahl)

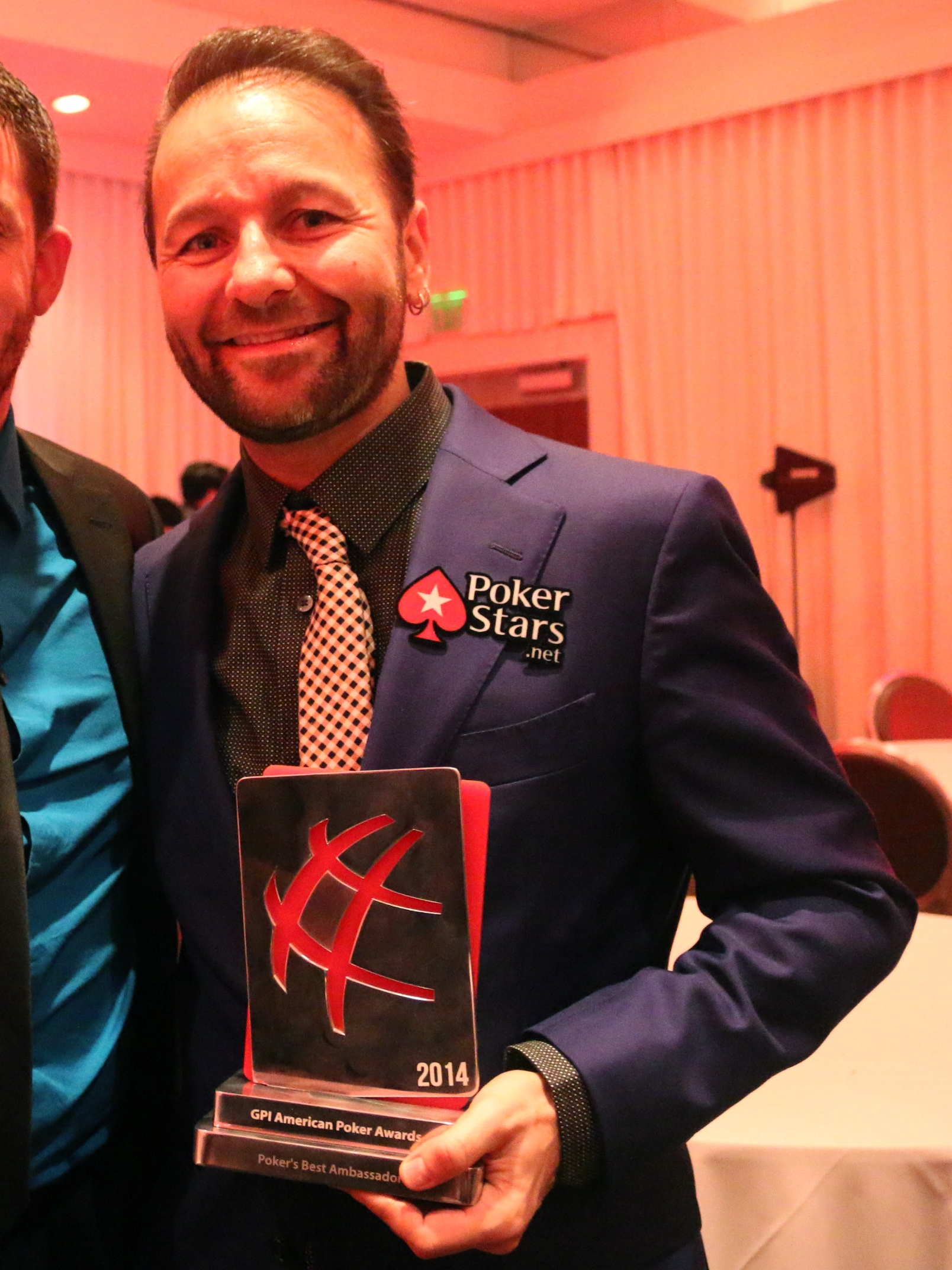
Negreanu mit seinem ersten American Poker Award, den er im Februar 2015 erhielt

- Spieler des Jahres der World Series of Poker: 2004, 2013
- Spieler des Jahres der World Poker Tour: 2004/05
- Spieler des Jahres des Card Player Magazines: 2004, 2013
- American Poker Award: 2014 (als „Poker’s Best Ambassador“), 2015 (für den „Poker Moment of the Year“)

## Filmografie
- 2007: Glück im Spiel
- 2007: The Grand
- 2009: X-Men Origins: Wolverine
- 2011: Detention – Nachsitzen kann tödlich sein
- 2013: Mr. D (Fernsehserie, eine Episode)
- 2016: Private Eyes (Fernsehserie, eine Episode)
- 2017: Bodied

## Werke
- Buch Hold’em Wisdom for all Players – Cardoza, 2007, ISBN 978-1580422109.
- Buch Power Hold’em Strategy – Cardoza, 2008, ISBN 978-1580422048.
- Buch More Hold’em Wisdom for all Players – Cardoza, 2008, ISBN 978-1580422246.